# Meester van Yolande van Lalaing

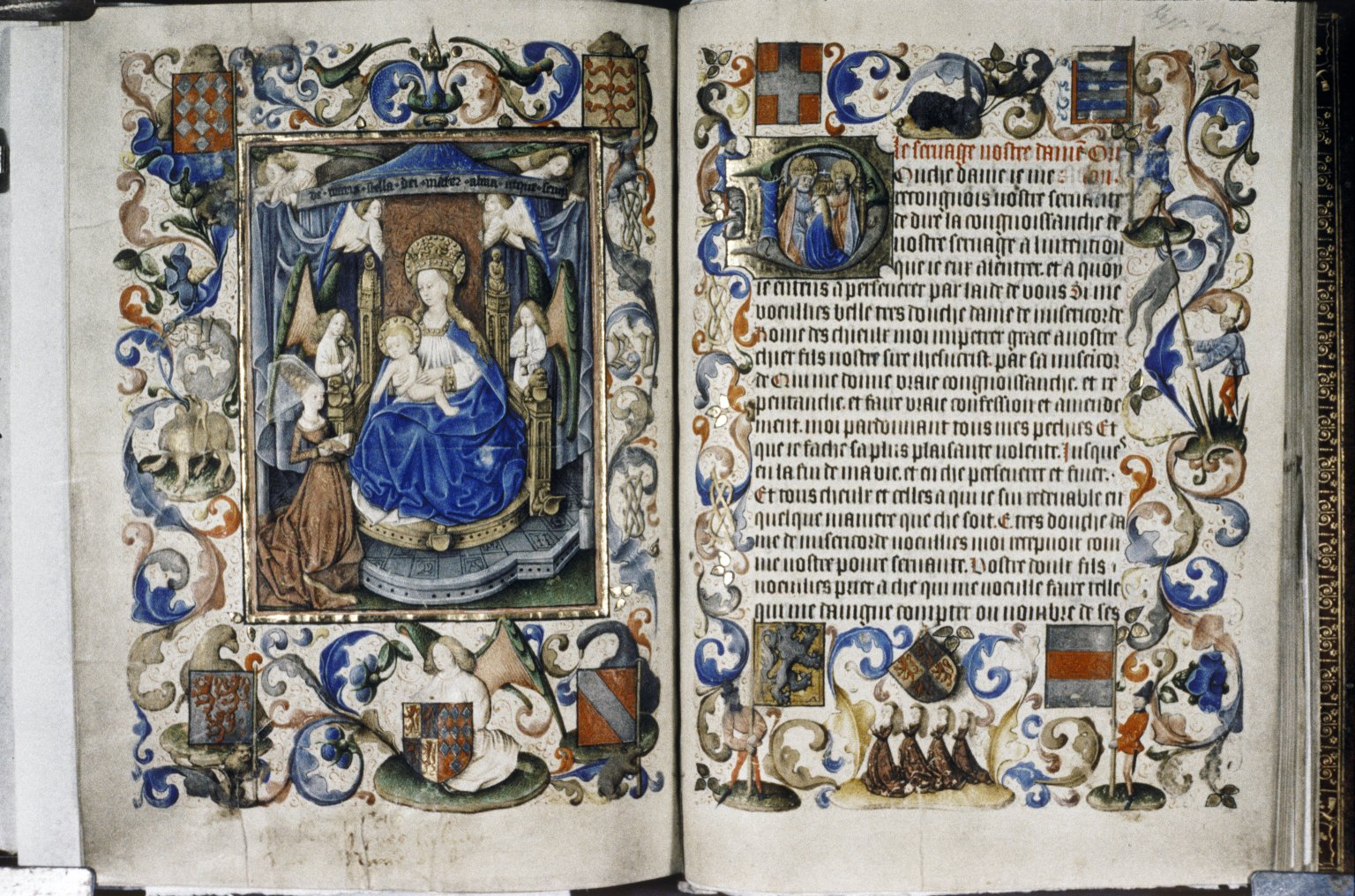
Getijdenboek van Yolande van Lalaing.

Meester van Yolande van Lalaing was een anoniem gebleven laatmiddeleeuwse kunstenaar die als boekverluchter in de Noordelijke Nederlanden werkzaam was.
De boekverluchter was rond 1460 actief in de stad Utrecht. Onder meer verluchtte hij voor Yolande van Lalaing, echtgenote van Reinoud II van Brederode, in die tijd een getijdenboek. Zijn noodnaam is hieraan ontleend. 